# Steve Lomas
Stephen ("Steve") Martin Lomas (Hannover, 18 januari 1974) is een voormalig Noord-Iers voetballer, die speelde als centrale middenvelder en gedurende zijn carrière uitkwam voor onder andere West Ham United, Manchester City en het Noord-Iers voetbalelftal.

## Interlandcarrière
Lomas speelde in totaal 45 interlands voor Noord-Ierland. Onder leiding van bondscoach Bryan Hamilton maakte hij zijn debuut op 23 maart 1994 in de vriendschappelijke wedstrijd tegen Roemenië (2-0) in Belfast.